# ماريانو رامون سانشيز
ماريانو رامون سانشيز (بالإسبانية: Mariano Ramon Sanchez) هو رسام إسباني، ولد في 1740 في بلنسية في إسبانيا، وتوفي في 1822 في مدريد في إسبانيا.